# Verwaltungsgebäude Centraal Beheer

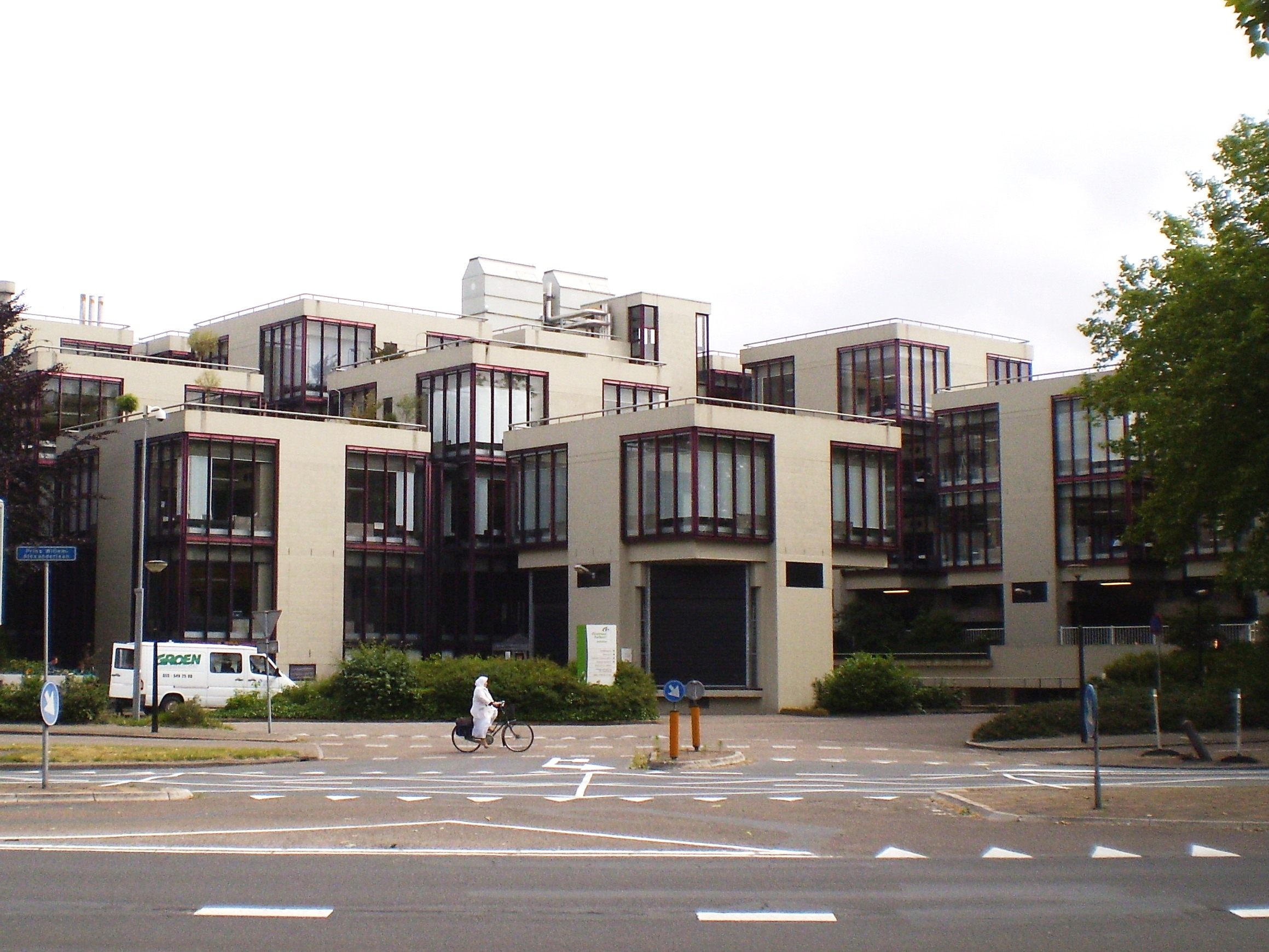

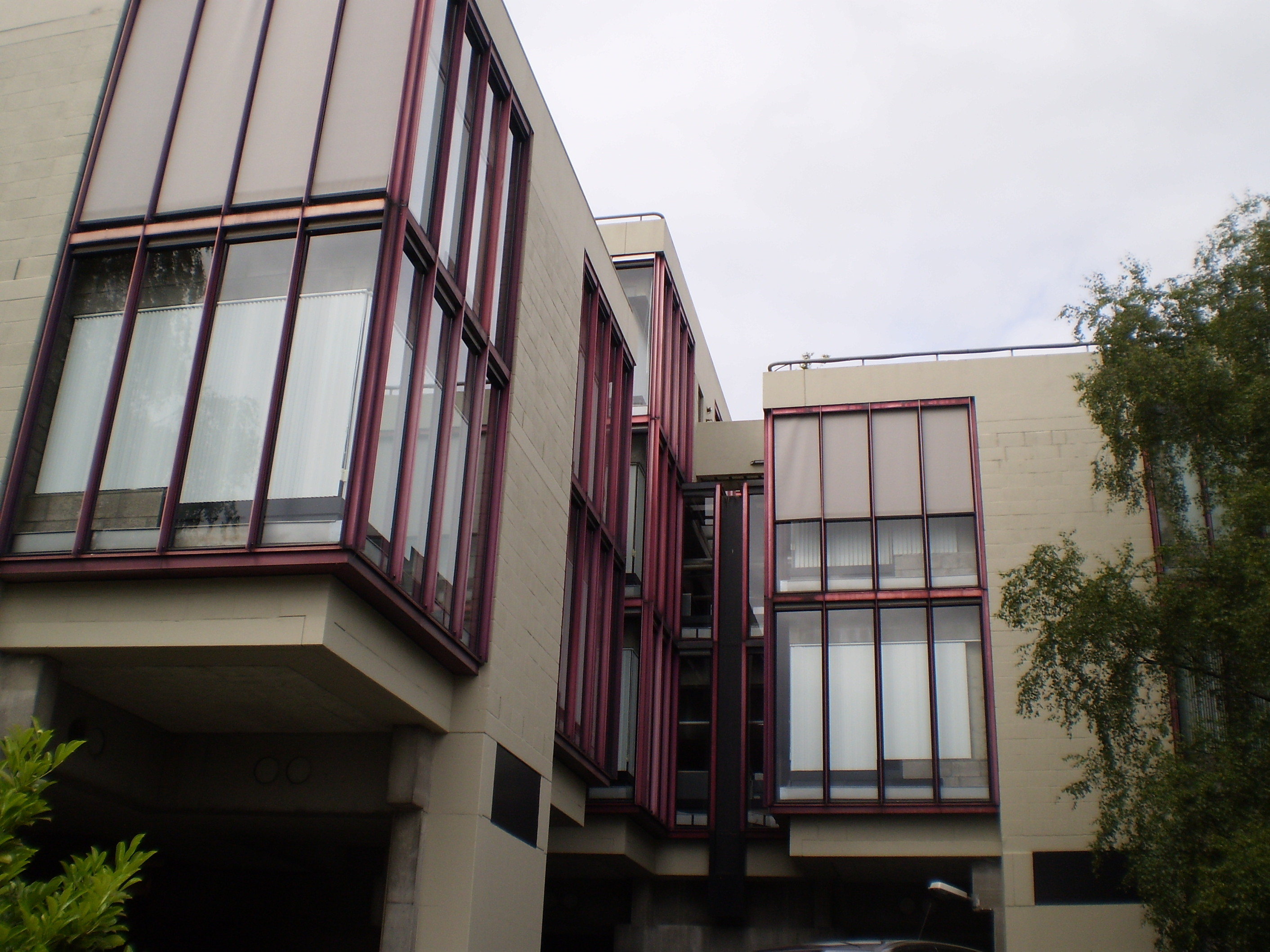

Das Verwaltungsgebäude Centraal Beheer ist ein Bürogebäude der Centraal Beheer Versicherung in Apeldoorn in den Niederlanden. Es wurde von dem niederländischen Architekten Herman Hertzberger entworfen und gilt als herausragendes Beispiel des Strukturalismus.

## Baugeschichte
1968–1972 wurde das Gebäude errichtet; die Baukosten betrugen 30 Mio. Gulden. Ihm wurde vielfältige Rezeption in der internationalen Fachpresse zuteil.
1990–1995 wurde es – ebenfalls von Hertzberger – erweitert.
Seit 2013 steht der Komplex leer, nachdem die Nutzung durch die Versicherung aufgrund von Restrukturierungsmassnahmen entfiel.
2015 erfolgte der Verkauf an Certitudo Capital. Nachdem zunächst der Abriss im Raum stand, soll infolge internationaler Proteste mit Stand 2021 eine Neuentwicklung als Hertzberger Park nach Plänen von Winy Maas (MVRDV) stattfinden.

## Architektur
Das Gebäude ist modular aufgebaut und besteht aus 56 quadratischen, neun mal neun Meter großen, drei- bis fünfgeschossigen Raumeinheiten, die im Raster angeordnet und mittels Verbindungsbauteilen verknüpft sind. Die Einheiten variieren in Geschosszahl und Ausgestaltung.
Die Intention der Architekten war es, durch variierende Kombination einer begrenzten Palette von einfachen, nüchternen Bauelementen eine Vielfalt des formalen Ausdrucks und großzügige Raumsituationen und -eindrücke zu schaffen. Die Grundstruktur besteht aus einem Stahlbeton-Skelett, dass je nach Situation verschieden ausgefacht wurde. Die massiv dimensionierte Struktur aus Beton und Betonblocksteinen wird mit leichten Elementen wie Stahl-Spindeltreppen, Glasbausteinen und Holzelementen kontrastiert.
Jedes Raummodul bietet Raum für vier Arbeitsplätze pro Etage. Das ursprüngliche Gebäude wurde für 1000 Nutzer entworfen und hatte eine Nutzfläche von 30.536 m².
Im Zentrum liegt ein offener Innenraum, der als zentrale "Straße" durch das Gebäude konzipiert wurde und Außenraum-Atmosphäre bieten soll. Er erstreckt sich vertikal über mehrere Geschosse und ist von einem Glasdach überspannt, so dass er großzügig mit Tageslicht belichtet wird. Die angrenzenden Bereiche sind offen, es gibt Balkone, Brücken und Galerien. Sie dienen als Besprechungszonen, Treffpunkte und zur Entspannung, zwischen den Bereichen ergeben sich komplexe Blickbeziehungen. Der Raum soll an die Strukturen mittelalterlicher Städte erinnern.
Das Untergeschoss mit der Garage liegt halb unter Geländeniveau und ist natürlich belüftet. Das Konstruktionraster ist um 45 Grad gegenüber den oberen Geschossen gedreht. Auch ein Teil des Erdgeschosses enthält eine Garage.